# Rampons
Rampons (en francès Rampoux) és un municipi francès situat al departament de l'Òlt i a la regió d'Occitània.

## Demografia
| 1962                                       | 1968 | 1975 | 1982 | 1990 | 1999 | 2007 |
| ------------------------------------------ | ---- | ---- | ---- | ---- | ---- | ---- |
| 103                                        | 112  | 91   | 80   | 81   | 88   | 99   |
| Des de 1962: població sense dobles comptes |      |      |      |      |      |      |

## Administració
| Període   | Identitat    | Partit |
| --------- | ------------ | ------ |
| 1971-2008 | Yves Périé   | PS     |
| 2008-     | Pascal Périé |        |